# Władimir Urusow
Władimir Pietrowicz Urusow, ros. Владимир Петрович Урусов (ur. 1860 lub 4 kwietnia 1857, zm. 1 grudnia lub września 1907) – działacz państwowy i wojskowy Imperium Rosyjskiego. Pełnił urzędy wicegubernatorskie w guberniach jenisejskiej i chersońskiej.

## Życiorys
Władimir Urusow urodził się w 1860 roku lub 4 kwietnia 1857 roku w książęcym rodzie Urusowów.  Jeszcze jako niemowlę został zapisany na listę paziów. Po zakończeniu nauki w Korpusie Paziów, 9 września 1876 roku, wstąpił do Nikołajewskiej Szkoły Kawalerii. Naukę ukończył w kwietniu 1878 roku, jako kamer-paź rozpoczął służbę wojskową, do której był zobowiązany po zakończeniu edukacji. Początkowo jako ordynans dowódcy armii stacjonującej w Adrianopolu, później przez dwa lata oddelegowany do rosyjskiego poselstwa w Rzymie. Na służbę cywilną przeszedł w marcu 1886 roku. Pracował w azjatyckim departamencie ministerstwa spraw zagranicznych, najpierw jako urzędnik nadetatowy, następnie jako sekretarz i dragoman w Sarajewie. Do ojczyzny wrócił w czerwcu 1888 roku, został pracownikiem ministerstwa spraw wewnętrznych i przez dwa oddelegowany był do specjalnych poruczeń moskiewskiego generał-gubernatora. Następnie wszedł w zarząd gubernialny guberni moskiewskiej w charakterze doradcy, dwukrotnie pełnił (tymczasowo) obowiązki wicegubernatora.
Urusow został 12 marca 1899 roku nominowany na jenisejskiego wicegubernatora, awansowano go przy tym do rangi radcy stanu. Z powodu różnicy poglądów nie mógł porozumieć się z liberalnym gubernatorem Michaiłem Plecem, głównymi różniącymi ich kwestiami były zagadnienia polityki narodowościowej oraz kwestia wprowadzenia w guberni ziemstwa. Również oddalenie od rodziny zmotywowało Władimira Pietrowicza do zawnioskowania o zmianę przydziału. Jego prośbom stało się zadość i 29 stycznia 1900 roku wyjechał z Krasnojarska na analogiczny urząd w guberni chersońskiej.
Zmarł 1 grudnia lub września 1907 roku.

## Rodzina
Był synem bohatera wojny kaukaskiej Piotra Aleksandrowicza Urusowa i damy dworu Jekateriny Nikołajewny Sipiaginy. Miał liczne rodzeństwo: Jelizawieta (1846–1915), Maria (1849–?), Aleksandr (1850–1914), Sofia (1853–1928) i Jekatierina (1855–1910), Siergiej (1859–1918) oraz Nikołaj (1863–1918).
Władimir Pietrowicz ożenił się z grafiną Warwarą Gudowicz 10 stycznia 1888 roku. Doczekali się piątki dzieci:
- Piotr (1888–1914),
- Warwara (1890–1975),
- Jekatierina (1891–1977),
- Aleksandra (1894–?),
- Irina (1899–1969)[4].